# Urdari
Urdari es una comuna ubicada en el distrito de Gorj, Rumania.

## Superficie
Cuenta con una superficie de 34,26 de kilómetros cuadrados.

## Demografía
Hasta 2021 la población era de 2756 habitantes, con una densidad de población de 80,44 habitantes por kilómetro cuadrado.